# 国鉄キハ43000形気動車

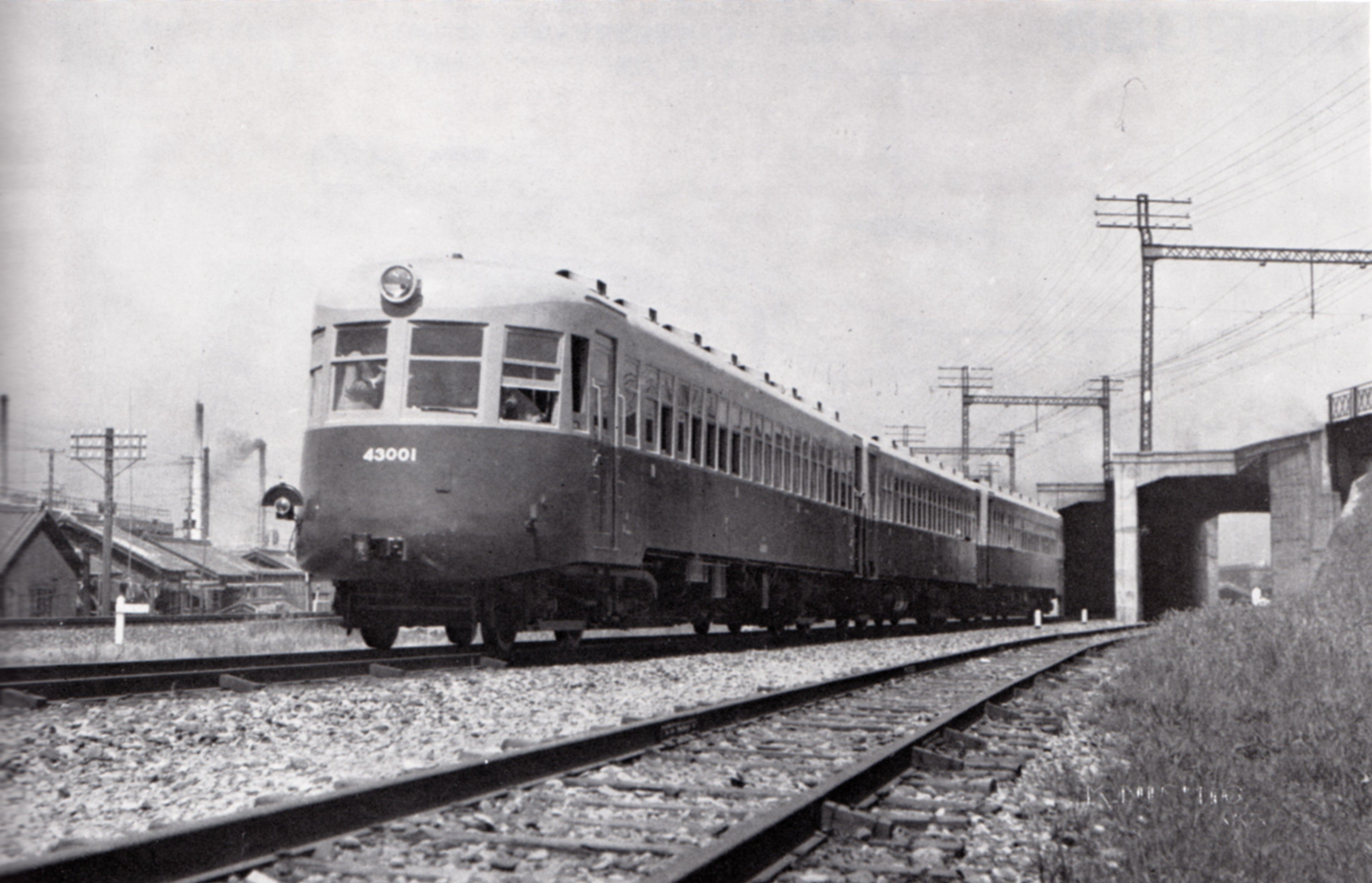
鷹取-兵庫間（現在の新長田駅付近）を行くキハ43000形

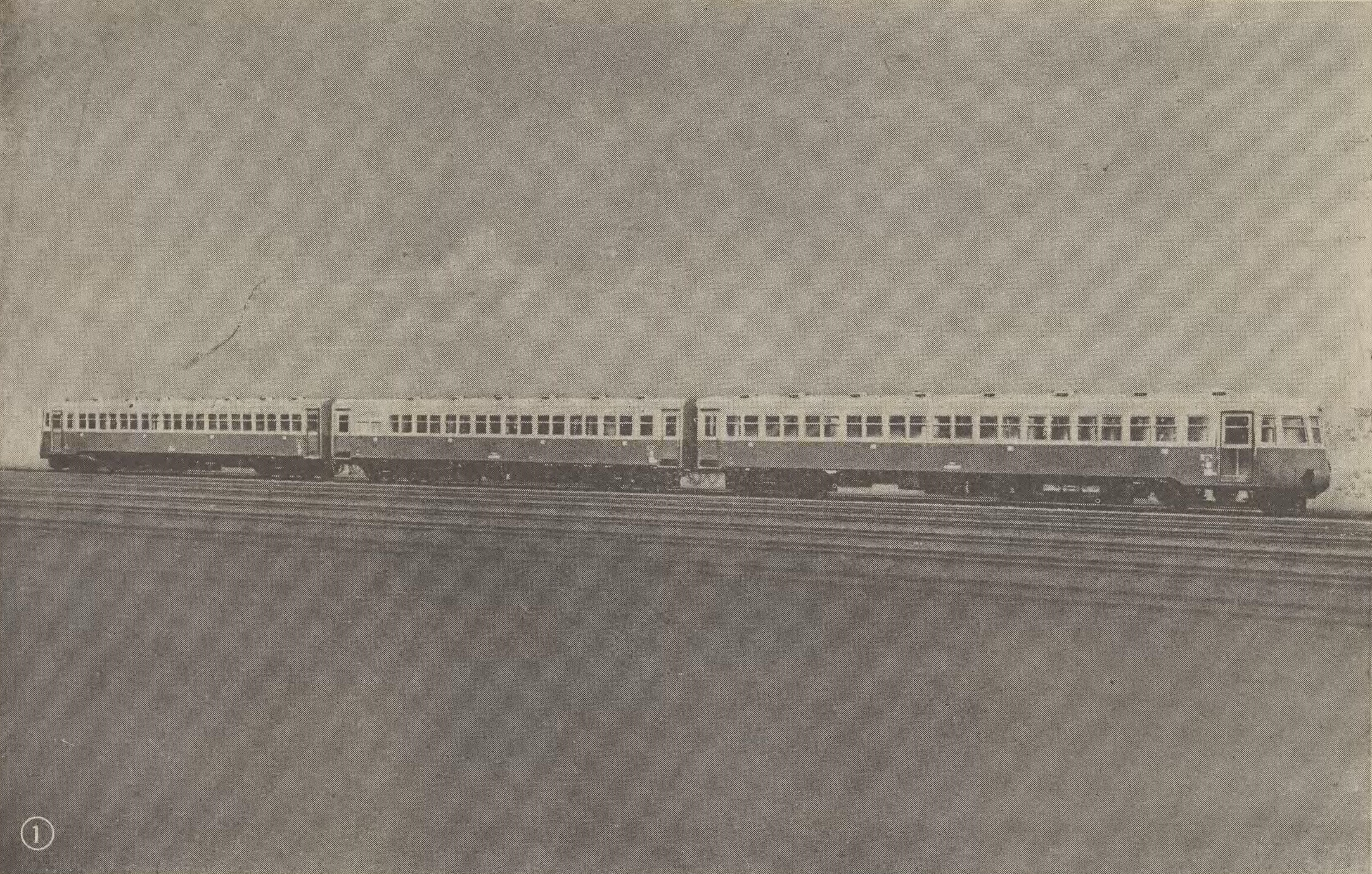
キハ43000形の編成

国鉄キハ43000形気動車（こくてつキハ43000がたきどうしゃ）は、鉄道省が1937年（昭和12年）に試作した電気式ディーゼル動車。

## 概要
当時鉄道省の設計主任であった島秀雄の指揮の下で設計され、同省が独自開発した大型ディーゼルエンジンを搭載した、総括制御方式の電気式気動車である。
同時期のドイツやアメリカなどで流行していた流線形高速ディーゼルカーに範を求め、動力車のキハ43000形2両と付随車のキサハ43500形1両（キハ43000-キサハ43500-キハ43001）のMTM3両で1セットを構成し、3両1編成が1937年（昭和12年）に3月に神戸の川崎車輌兵庫工場で製造された。

## 車体

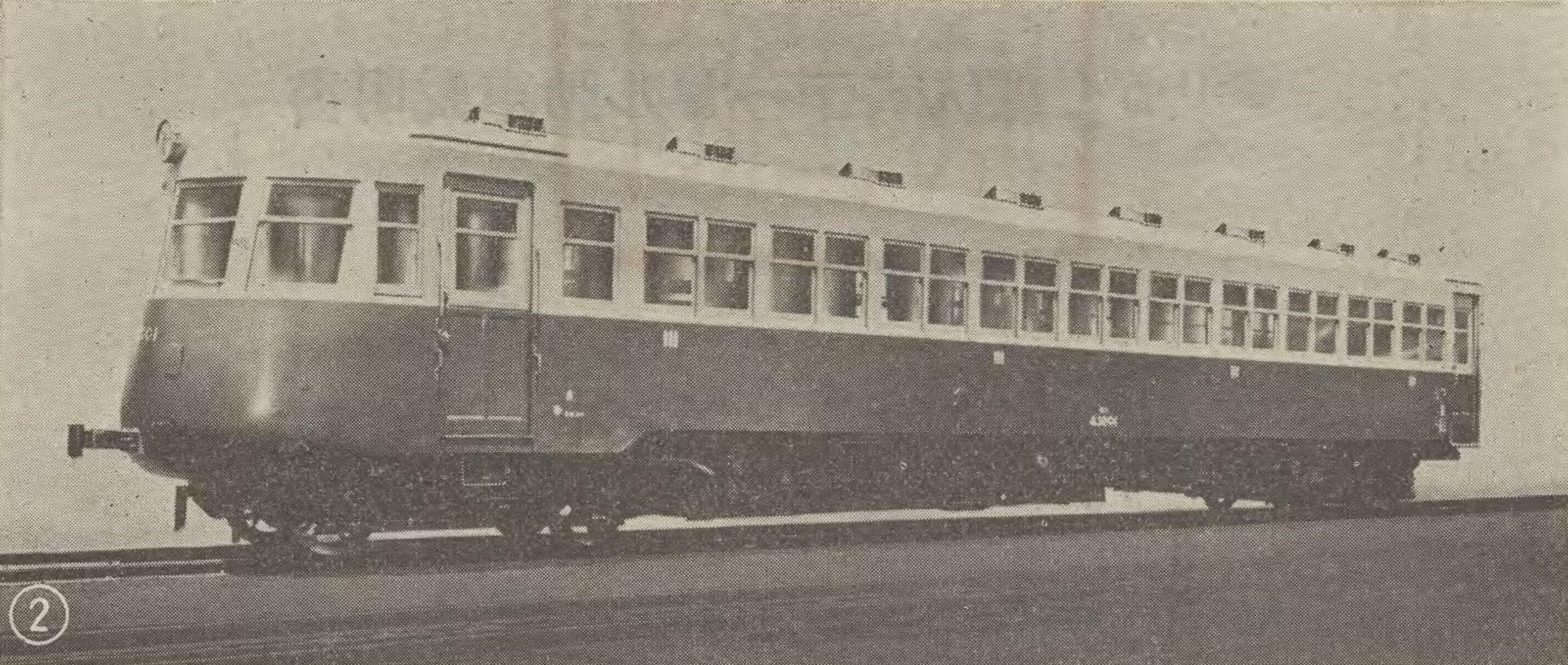
キハ43000形（動力車）

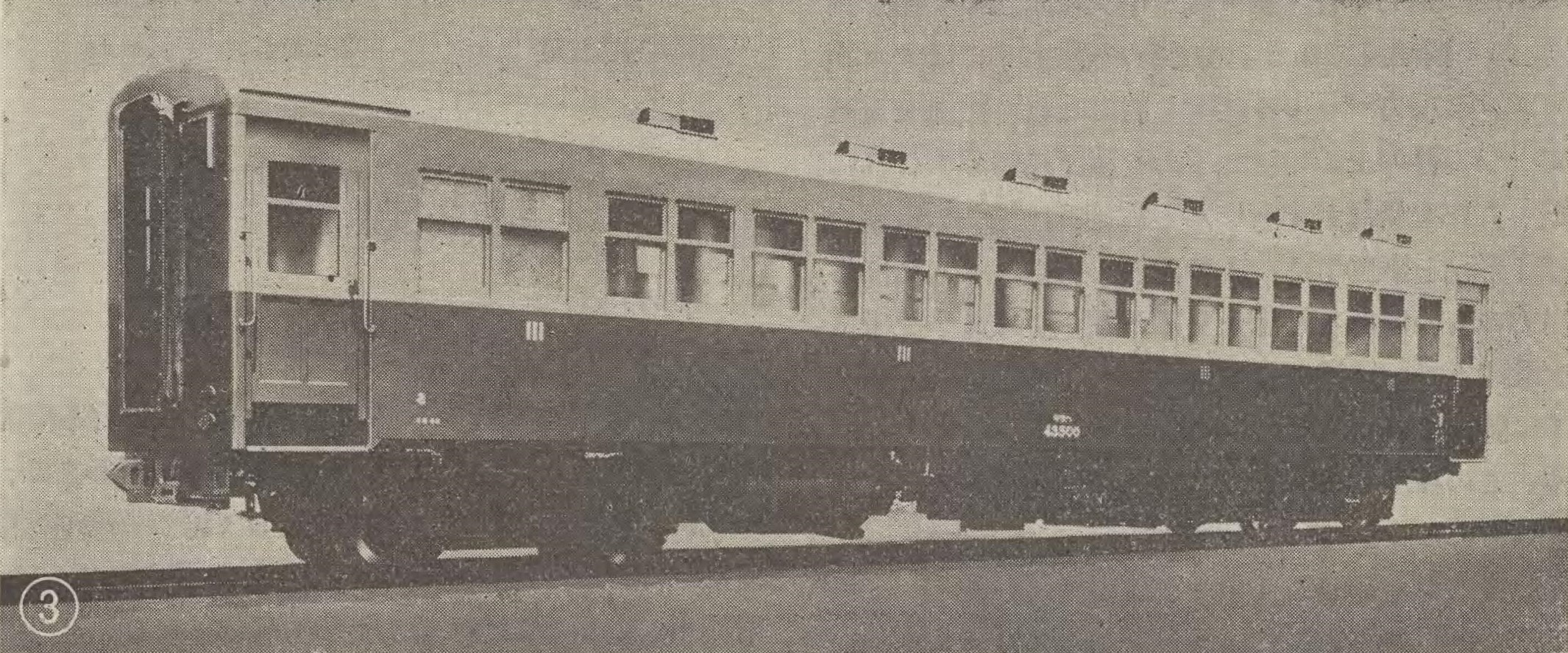
キサハ43500形（付随車）

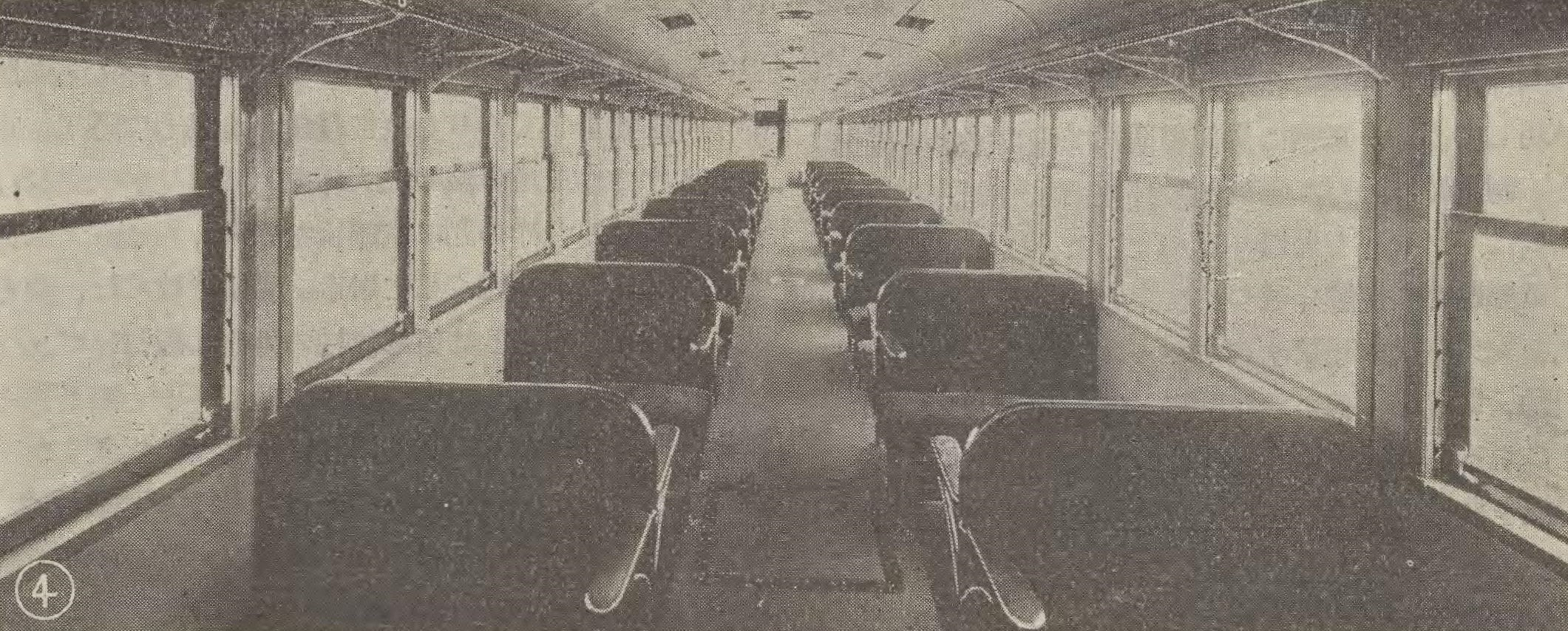
キハ43000形の車内

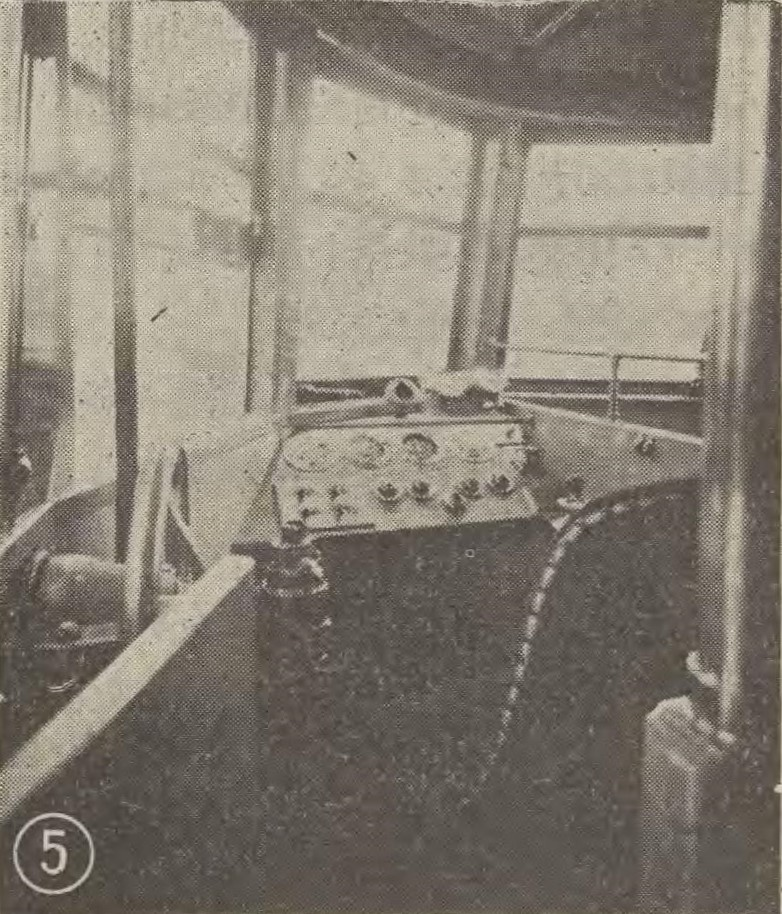
キハ43000形の運転台

軽量化と重量配分を考慮して、キハは20m級、キサハは17m級と長さが違えてあり、いずれも先行する「魚雷形電車」ことモハ52形電車1次車にならって溶接を多用するノーシル・ノーヘッダー構造の平滑な半鋼製車体を採用した。また、雨樋を省略し扉部にのみ水切りを設けた張り上げ屋根を採用し、前面もモハ52形同様に乗務員扉を省略した流線型であるが、軽量化と保守の容易化のために側面のスカートは省略され、前面のみ側扉のステップと一体の短いスカートを装着していた。さらに、窓部付近の寸法や構成が異なり、塗色も塗り分けも異なっていたため、モハ52形とは全く違う印象の車両となった。また、車体幅は気動車標準の2,600mmであったほか、通風器は当時標準のガーランド式ベンチレーターが2列並べて屋根上に設置されていた。
窓配置はキハが運転台側から1D(1)2x9 1(1)D、キサハがD(1)2x8 1(1)D、（D：客用扉、(1)：戸袋窓、数字：窓数）と電車よりはむしろ客車に近いレイアウトで、キハは運転台側の扉が片引戸であるのに対し、車端部の扉は客車と同じ内開戸でデッキ付と変わった構成となっていた。車内には窓配置に合わせて固定クロスシートが並べられ、シートピッチは1,450 mmと長距離向けで座席の背摺りはモケット張りではあるものの、パイプ枠で背摺高さが当時の他の気動車と同様に低いものであった。それでも当時の気動車としては豪華な仕様で製作されており、国鉄気動車では初となる便所と洗面所もキサハの車端寄り窓2枚分のスペースを確保して設置されている。
暖房については、気動車であるがキハニ36450形ガソリン動車の設計を踏襲して蒸気暖房が採用されており、キサハの床下に自動式石油ボイラーを搭載する。
連結器はキハの運転台寄りが簡易式連結器を強化したもの、各車の連結面間が密着連結器で、国鉄時代末期のキロ65形（485系電車特急との併結のため採用）を除くと、鉄道省・国鉄時代を通じて気動車に密着連結器を採用した唯一の例であった。

## 主要機器

### 機関
動力源となるディーゼルエンジンは、鉄道省制式の気動車用エンジンとしては初の横形（水平シリンダー式）、かつ初の超200馬力級のもので、文献によってはDMF31Hと称しているものをキハ2両の床下に各1基搭載した。
このDMF31Hは排気量が示す通り、当時鉄道省が設計していたもう一つの気動車用標準型ディーゼルエンジンであるDMH17の2倍近い、非常に大型のエンジンである。
このエンジンはキハ42500形用として並行して開発が進められていたDMH17の場合と同じく、新潟鐵工所LH6H・池貝製作所（現・株式会社池貝、株式会社 池貝ディーゼル）6HSD18・三菱重工業6240と3社が同一仕様で競作した3種の試作エンジンに便宜上同一の省形式を与えたもので、各社1基ずつ納入されたものを随時入れ替えて使用した。なお、新潟製と三菱製は予燃焼室式にボッシュ式の燃料噴射ポンプ、池貝製は渦流室式に自社式の燃料噴射ポンプであった。
ディーゼルエンジンはシリンダーヘッドとシリンダーに高圧力がかかることから、ある程度大きい物の方が圧力に対する変形と、寸法公差の許容度が大きく製作も容易なため、ほぼ同時期に開発がスタートしたにもかかわらず、小型のDMH17に先んじてこちらが完成している。
もっとも、このエンジンはDMH17のそれと比して2倍以上の容積の大型シリンダーを備え、ストロークの関係から縦形（直立式）での床下搭載が不可能であったため、やむなく横形（水平式）のレイアウトで製作されており、設計上これまで未経験の部分が多いことからシリンダーをわずかに（3度）傾けるなどの工夫もしたものの、潤滑系の設計がうまくいかず、営業運転就役後、気筒の滑油切れによる抱きつきや焼きつきなどの事故が続出し、最終的に本形式の寿命を縮める結果となった。
また、3社のエンジンとも重量が重く、三菱製が2.62 t、新潟製が2.79 t、池貝製が2.92 tで機関の出力重量比は10.92 - 12.1 kg/PSでDMH17の約9.3 kg/PSはもちろんのこと、気動車用機関としては過大重量であったと評されるキハニ36450形の大形ガソリン機関と同等、もしくはむしろ重いぐらいであった。
ただし、このDMF31Hの基本設計そのものは、当時の日本の鉄道業界の工業技術水準で製造可能な鉄道車両用ディーゼルエンジンとしては最良に近いものであり、そのシリンダー寸法などの基本設計を踏襲し、戦後通常の縦型6気筒として再設計されたDMF31Sは排気タービン過給機の付加で370 PS/1,300 rpm（DMF31S）あるいは500 PS/1,300 rpm（DMF31SB）を発揮し、DD13形ディーゼル機関車に採用されて大きな成功を収めている。また、さらにこのDMF31SをV型配置の複列仕様として再々設計を行ったDML61系は、同時代の他国製あるいは民間向けの同級機関と比較して特に優れたところはなかったが、量産初期に頻発したシリンダーヘッドの変形や亀裂の発生問題等を解決した後は安定し、DD51形ディーゼル機関車やDE10形ディーゼル機関車に大量採用されて戦後の国鉄近代化に大きく貢献している。

### 発電機・主電動機
本形式では、DMF31Hは芝浦製作所製MD37形発電機機関に直結されており、ここで得られた電力を用いて、キハの連結面寄り台車に各2基吊り掛け式で裝架されたMT26A形主電動機を駆動したが、最高速度は当時の文献でもさまざまで、120 km/hを実現したともあるが、100 km/hや95 km/hとしているものもあり、キハ42000形のように高速試運転をした記録も残っていないため実力は不明である。
このMT26は同じく電気式気動車として設計された、キハニ36450形に搭載されたものと同一形式である。
なお、キハニ36450形と異なり発電機に補機用の出力がなく、キサハの台車に取付けられた歯車駆動の車軸発電機と、同じくキサハの床下の鉛蓄電池により、機関始動、制御、電灯などの電力を賄う方式であったため、3両での運転が必須であった。

### 台車
台車はキハ用とキサハ用で細かく区分した結果、合計6台でTR30 - 33の4種という複雑な区分となった。これらの台車は52系電車のTR25A/TR23Aを基本とするペンシルバニア形軸バネ式台車の一種であり、ローラーベアリング採用という点でも52系電車のそれと共通するが、軽量化のために軸距がキハ用が2,450 mm、キサハ用が2,140 mmと違えてあり、また、同じローラーベアリング採用で軸箱部分の構造が改良されてコンパクトにまとめられるなど、各部の設計が変更されていた。

## 運用
竣工後、1937年5月11日の兵庫駅・鷹取駅間を皮切りに短期間神戸地区で試運転が実施された後、名古屋に配置され、1937年3月から開催されていた名古屋汎太平洋平和博覧会へのシャトル列車（名古屋港線に設置された臨時駅の名古屋博覧会前駅と名古屋駅の間）に使用された。博覧会終了後、同年10月29日より東海道・武豊線（名古屋駅-武豊駅）で定期運用に就役した。
しかしながら、運行開始後は上述のシリンダ焼け付き等、エンジン周りに不具合が続出し、重量が3両で108.92tと1両26tであったキハ42000形と比較して格段に重かったことなどから性能的にも今ひとつ思わしくなかったため、量産は見送られた。また、価格もキハが1両61,329円、キサハでも1両31,262円と同年度のキハ42000形の29,375円と比較して試作車とはいえ高価であった。
しかも、その後の燃料統制でまともに運行可能となる前に1943年中に休車に追いやられ、さらに1945年、留置先の浜松工場で米軍機の爆撃により被災し、キハ43000形2両は復旧されないまま廃車宣告され、浜松工場の工員輸送用客車としてしばらく使用されたのち、1948年9月に廃車となった。その後、唯一残ったキサハ43500は1950年に豊川分工場で電車の付随車（サハ4301→サハ6400）に改造して、飯田線で使用されたが、1955年6月に大宮工場に送られて連結器や引き通し線の改造等を施された上で、翌年3月に気動車の付随車として復活し、キサハ43800となった。1957年の改番でキサハ04 301となり、関西線などでキハ17形やキハ35形といった液体式気動車と連結されて使用されたが、1966年8月に廃車された。同車の台車は、電車への改造時に釣合梁式のTR11に交換されているが、気動車に戻った際に旧の台車に戻している。